# Monika Retschy

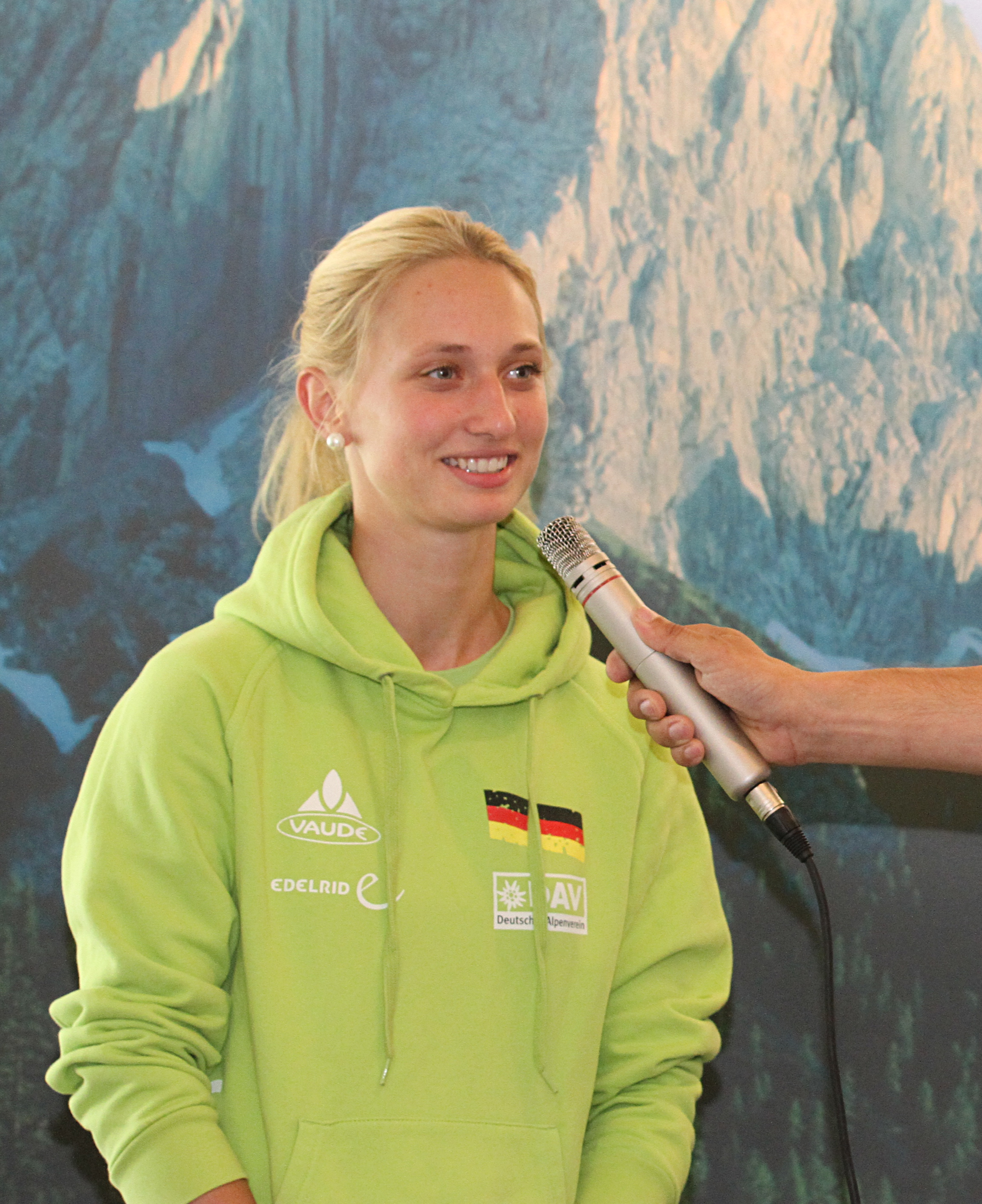
Retschy 2012

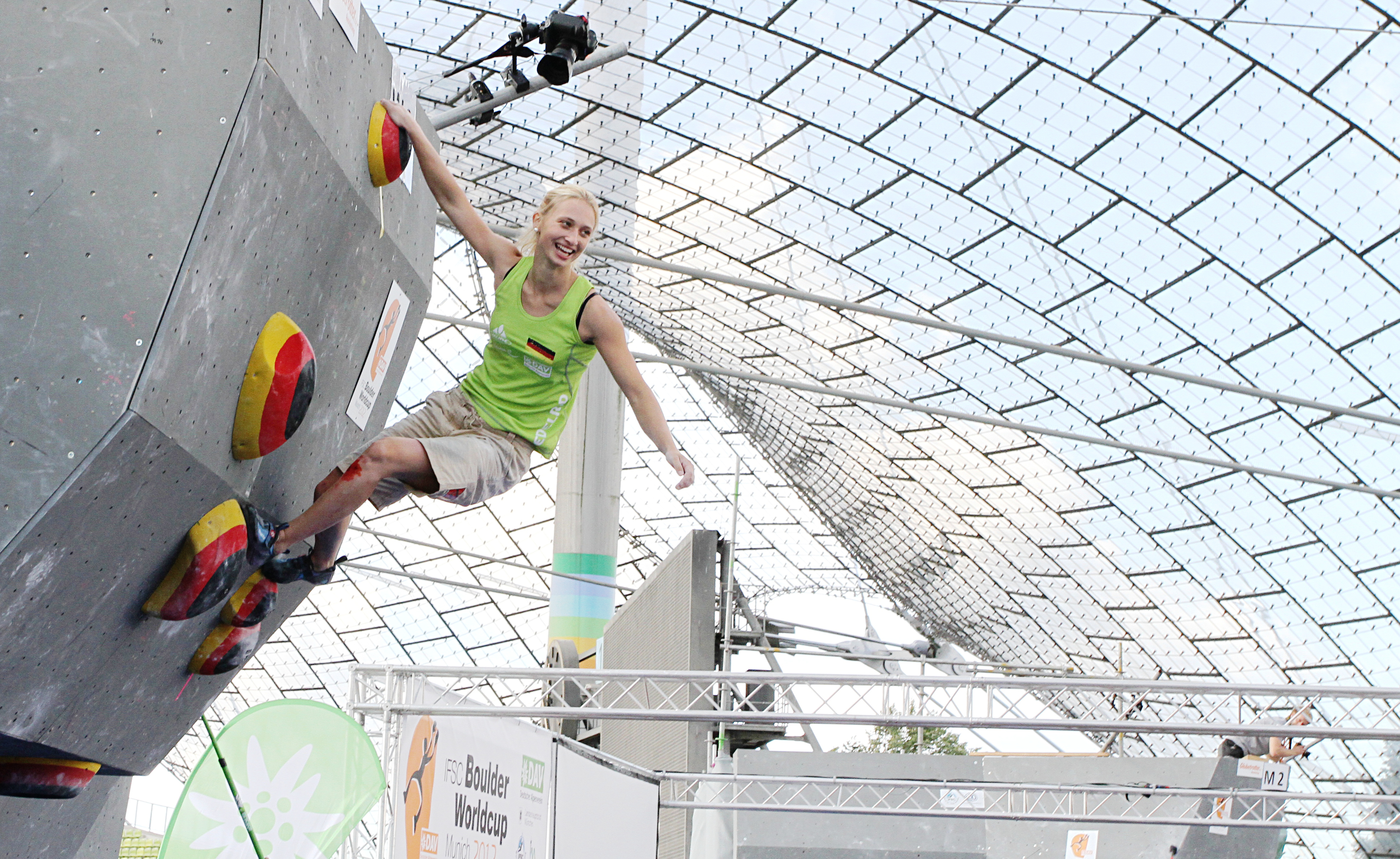
Beim Boulderworldcup 2012 im Münchner Olympiastadion

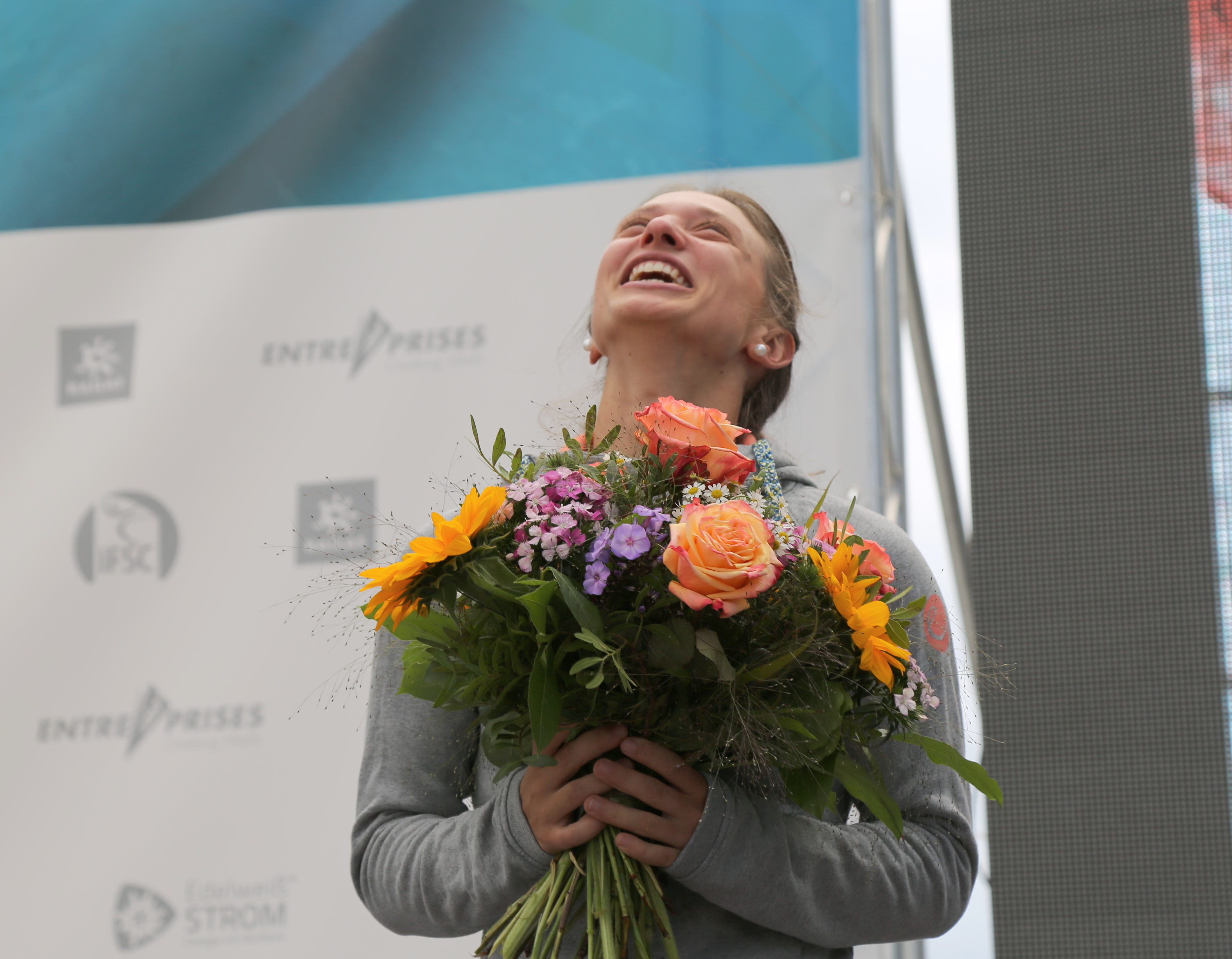
Retschy 2017, bei ihrem Rücktritt vom Wettkampfsport

Monika Retschy (* 5. Dezember 1991 in München) ist eine deutsche Sportkletterin, die auf die Disziplin Bouldern spezialisiert war. 2013 gewann sie erstmals die Deutsche Meisterschaft. Sie ist regelmäßig am Fels aktiv und erreicht dort Schwierigkeitsgrade bis Fb 8a.

## Sportliche Leistungen
Monika Retschy kletterte für die Sektion München und Oberland des Deutschen Alpenvereins, in dessen Nationalkader sie Mitglied war.
Retschy war 2002 erstmals klettern und 2003 begann sie in Kletterhallen zu bouldern. Sie wurde 2004 Gründungsmitglied des ersten Wettkampfteams des Alpenvereins in München und 2006 in den Bayernkader berufen. Als Mitglied der Jugendnationalmannschaft wurde sie 2010 erstmals für den internationalen Boulderworldcup in München eingeladen. Von 2012 bis 2017 kletterte sie im Nationalkader und nahm damit an allen Wettbewerben des Worldcups und an ihrer ersten Kletterweltmeisterschaft teil.
2007 belegte sie bei ihrem ersten nationalen Wettkampf der Erwachsenen beim Bouldercup in München Rang 8. 2009, 2011 und 2012 wurde sie Deutsche Vizemeisterin. 2013 gewann sie erstmals die Gesamtwertung des Deutschen Bouldercups und wurde Deutsche Meisterin. International kam sie in ihrem zweiten Wettkampfjahr 2013 erstmals ins Finale eines Worldcups und kletterte zeitweilig in die Top 10 der Weltrangliste. Sie schloss die Weltcup-Saison 2013 auf Platz 11 ab. Bei der Europameisterschaft 2013 im Bouldern erreichte sie den vierten Platz. Die Kletterweltmeisterschaft 2014 in ihrer Heimatstadt München beendete sie auf Platz 7, die Weltcupsaison 2014 auf Platz 11 der Weltrangliste. 2015 erreichte sie bei der Boulder Europameisterschaft in Innsbruck den 4. Platz.
2016 belegte sie beim Boulderweltcup in Chongqing den 6. Platz. Beim Weltcup in Navi Mumbai erreichte sie den zweiten Platz, was zusammen für Platz 5 in der Gesamt-Weltcup-Wertung reichte. Zudem wurde sie zum zweiten Mal nach 2013 deutsche Bouldermeisterin.
Im August 2017 erklärte sie beim Boulder Worldcup in München ihren Rücktritt vom Wettkampfsport.
Retschy hat Sportwissenschaften studiert und war Trainerin für den Kletternachwuchs des Alpenvereins in München. Seit dem 1. März 2021 arbeitet sie als hauptberufliche Landestrainerin im DAV Landesverband Rheinland Pfalz.